# Reaching Out
Reaching Out è un singolo del gruppo musicale britannico Nero, pubblicato il 16 dicembre 2011 come estratto dal primo album in studio della band, Welcome Reality.

## Descrizione
La canzone contiene diversi campionamenti: infatti riprende un accordo dalla canzone Another Life dei Kano, e presenta diversi estratti della hit anni '80 Out of Touch, del duo Hall & Oates, oltre alla voce dello stesso Daryl Hall. In realtà le parti cantate da Hall, non accreditate, vennero dal cantante registrate nuovamente apposta per il singolo dei Nero.

## Video musicale
Il videoclip ufficiale di Reaching Out è stato pubblicato su YouTube il 25 novembre 2011. Diretto da Johanna Andersson, esso contiene diversi riferimenti alla sigla di apertura delle serie TV cult anni '80 Miami Vice e Kojak, utilizzando filmati originali, uniti a riprese della suggestiva baia di Miami. Le transizioni e tipografia del video sono state rese dai animatori Christian Paulsson e Per Helin volutamente goffe ed esagerate, proprio per renderle più simili a quelle realizzate negli anni '80. Nel video compaiono anche i cameo di Alana Watson, membro dei Nero, e di Daryl Hall.

## Classifiche
| Classifica (2011)                          | Posizione massima |
| ------------------------------------------ | ----------------- |
| Belgio                                     | 50                |
| Regno Unito (Official Dance Singles Chart) | 9                 |
| Regno Unito (Official Singles Chart)       | 92                |